# Jewish Defense League

Logo der Jewish Defense League und von Kach und Kahane Chai

Die Jewish Defense League (JDL; auf Deutsch Jüdische Verteidigungsliga) ist eine kahanistische Organisation, deren erklärtes Ziel es ist, Juden in der Diaspora mit allen Mitteln, die von ihr als dafür notwendig betrachtet werden, vor Antisemitismus zu beschützen.

## Terrorismus-Vorwürfe
Der verurteilte Terrorist Meir Kahane gründete die Jüdische Verteidigungsliga in den 1960er Jahren in Brooklyn mit dem erklärten Ziel, chassidische Juden im vor Übergriffen und Antisemitismus zu "schützen". Seit der Gründung der Organisation waren Mitglieder der JDL jedoch immer wieder in zahlreiche gewalttätige Übergriffe auf Afroamerikaner, Neonazis, Repräsentanten der ehemaligen Sowjetunion und Muslime verwickelt. Insbesondere in den 1970er, 80er und 90er Jahren verübten Mitglieder der Jüdischen Verteidigungsliga in den USA eine Vielzahl an terroristischen Anschlägen.
Das von dem JDL-Mitglied Baruch Goldstein 1994 in Hebron verübte Massaker in der Grotte des Patriarchen wird von der JDL als „Präventivschlag“ verherrlicht. Laut der JDL habe der Täter mit der Ermordung von 29 betenden Menschen in einer Moschee Palästinenser abschrecken wollen. Eine Darstellung, die von Peter Lintl von der Stiftung Wissenschaft und Politik zurückgewiesen wird. Vielmehr habe Goldstein aus religiösem Fanatismus gehandelt und habe das im September 1993 geschlossene Oslo-Abkommen zu verhindern versucht. In Hebron finden sich bis heute Graffiti der JDL, mit denen „Araber in die Gaskammern!“ gefordert wird.
Neben der JDL existierten als politischer Arm die israelischen Kach und Kahane Chai (Kahane lebt) Parteien, welche von der israelischen Regierung nach dem Massaker von Hebron für illegal erklärt wurden. Auch die Partei Otzma Jehudid (Jüdische Stärke) wird dem Kahanismus zugerechnet und als von Experten wie der israelischen Soziologin, Eva Illouz, als faschistische Partei bezeichnet.
Die JDL rechtfertigt und verharmlost auf einer offiziellen Website Terrorismus und Gewalt als vermeintlich religiös legitimierte Form von "Selbstverteidigung". Auch der amerikanische Nachrichtendienst FBI bezeichnete die Organisation in seinem Terrorismus-Report 2000/2001 als „gewalttätige, extremistische jüdische Organisation“ und brachte die JDL-Führung mit zwei vereitelten Terroranschlägen in Verbindung. So hatten Mitglieder der JDL Anschläge auf die King Fahd Moschee in Culver City und auf das Büro des arabischstämmigen Kongressabgeordneten Darrell Issa vorbereitet. FBI-Statistiken zeigen, dass es im Zeitraum von 1980 bis 1985 18 von Juden begangene Terroranschläge in den USA gegeben hat und 15 davon von JDL-Mitgliedern verübt worden waren.
Die JDL wird von der antirassistischen Organisation Southern Poverty Law Center überwacht.

## Jüdische Verteidigungsliga in Deutschland

### Erkenntnisse deutscher Sicherheitsbehörden
Auf eine Kleine Anfrage des Bundestagsabgeordneten Andrej Hunko (Die Linke) stellte Staatssekretärin Emily Haber am 23. Dezember 2015 die Einschätzung  des Bundesinnenministeriums zur Jüdischen Verteidigungsliga dar:
Demzufolge sei der Kahanismus eine terrorbefürwortende Ideologie. Die Jüdische Verteidigungsliga sehe terroristische Taten, Enteignung und Mord als gerechtfertigt an. Es wird vermutet, dass die Jüdische Verteidigungliga, die auch unter dem Namen „JDL Germany“ auftrete im Jahr 2009 gegründet worden sei. Das Innenministerium habe Kenntnis über eine Website und zwei Facebook-Accounts, die der JDL zugeordnet werden. Die JDL Germany bekenne sich offen zu den terroristischen Lehren von Meir Kahane und verehre den Hebron-Attentäter Baruch Goldstein als Helden.
Kernelemente der Ideologie der Jüdischen Verteidigungsliga seien:
1. Auserwähltheit des jüdischen Volkes
2. Ziel der Errichtung eines Großisraels
3. Demokratie wird als „nichtjüdisch“ abgelehnt
4. Demokratische Regierungen werden akzeptiert, wenn politische Entscheidungen orthodoxen Auslegungen der Thora folgten.
5. Rechtfertigung der Anwendung von Gewalt zum Erreichen politischer Ziele

Die JDL Germany zeichne sich darüber hinaus durch „Herabwürdigung von Palästinensern, Terroristen (gemeint sind Araber), Scheinjuden, Jüdischen Verrätern“ und „Nationalsozialisten“ aus. Die Organisation sei offen gewaltbefürwortend und bekenne sich zu strafbaren Handlungen wie Sachbeschädigung und Diebstahl von Wahlplakaten.
Mit Verabschiedung des Gemeinsamen Standpunktes 2009/468/GASP des EU-Rates vom 15. Juni 2009 gilt die kahanistische Kach-Partei europaweit als terroristische Organisation, nicht jedoch die Jüdische Verteidigungsliga. Im Jahr 2015 war die Jüdische Verteidigungsliga in Deutschland nicht als Terrororganisation eingestuft.

### Mediale Rezeption der JDL Germany
Im Dezember 1992 berichtete die taz, dass ein Mitglied der Jüdischen Verteidigungsliga in einem Interview mit Spiegel TV angekündigt habe, dass die JDL ein dreiköpfiges Sonderkommando zur Ermordung von „fünf bis sechs führenden Neonazis“ nach Deutschland entsenden wollte.
Im Dezember 2011 erklärte Steven Weigang, Gründer der JDL Germany, in einem Interview mit Aljazeera, dass die Jüdische Verteidigungsliga gebraucht würde, um einen „“ „zweiten Holocaust“ zu verhindern. Mit europäischen Rechtsextremen verbinde die Jüdische Verteidigungsliga der gemeinsame Kampf gegen eine befürchtete „Islamisierung“ Europas.
Im Januar 2016 wurde in einem Artikel der Jüdischen Allgemeinen die Waffenaffinität der Bewegung hervorgehoben.

## Geschichte

### JDL-Vorsitzende
- 1968–1971 Rabbiner Meir Kahane.

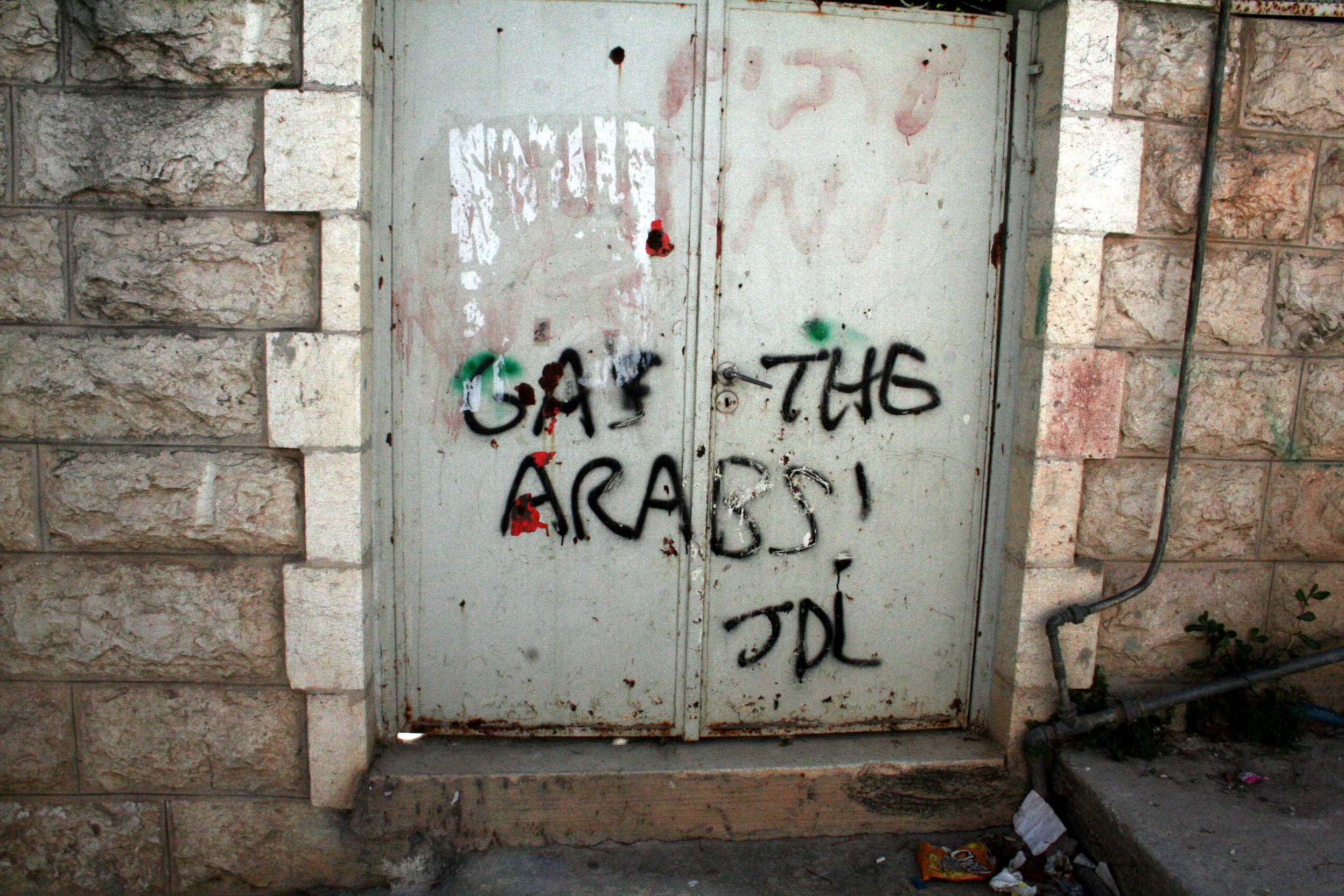
„Vergast die Araber“-Graffiti in Hebron. Ständige Graffiti in Hebron, die die Ausweisung oder Ermordung der Araber fordern, wurden als Erbe von Meir Kahane beschrieben.

- 1971–1973 David Fisch, ein religiöser Student der Columbia University, welcher später Artikel für jüdische Zeitungen schrieb und das Buch Jews for Nothing veröffentlichte.
- 1973–1974 Kein Vorsitzender. Diese Zeit war von Machtkämpfen und Chaos innerhalb der JDL geprägt, bis Rabbiner Kahane im August 1974 zurückkehrte und für Ordnung sorgte.
- 1974–1976 Russell Kellner, ursprünglich aus Philadelphia, zog für den Posten des Vorsitzenden nach New York.
- 1976–1978 Bonnie Pechter.
- September bis Dezember 1978: Victor Vancier, auch bekannt unter seinem hebräischen Namen Chaim Ben Pesach. Trat zurück, als er wegen Bombenanschlägen gegen ägyptische Ziele in den USA ins Gefängnis musste. Die Anschläge sollten den Rückzug der Israelischen Armee aus dem Sinai verhindern. Bereits 1983 wurde er wieder auf freien Fuß gesetzt.
- 1979–1981 Brett Becker, ursprünglich aus Florida, zog für den Posten des Vorsitzenden nach New York.
- 1981–1983 Meir Jolowitz, ursprünglich aus Arizona, zog für den Posten des Vorsitzenden nach New York.
- 1983–1984 Fern Sidman.
- 1984–1987 Victor Vancier. Ab 1985 erklärte sich Irv Rubin selbst zum Vorsitzenden, wurde aber außerhalb von Los Angeles nicht als solcher akzeptiert.
- 1990–2002 Irv Rubin: Übernahm bis zu seinem Tod die volle Kontrolle, nachdem Victor Vancier erneut ins Gefängnis musste und Rabbiner Kahane 1990 bei einem Anschlag in New York ums Leben kam.

Danach übernahm Bill Maniaci den Vorsitz. Als dieser zurücktrat, wurde Matt Finberg Vorsitzender, danach nahm Ian Sigel diese Position ein.

### Wichtige Ereignisse
Im Jahr 1978 musste der damalige JDL-Vorsitzende Victor Vancier ins Gefängnis, als er den Rückzug der israelischen Armee aus dem Sinai durch Bombenanschläge auf ägyptische Ziele in den USA verhindern wollte. Er wurde 1983 aus dem Gefängnis entlassen und übernahm 1984 erneut den Vorsitz der JDL.
Am 31. Dezember 1975 besetzten 15 JDL-Mitglieder das Büro des dauerhaften Beisitzers der Vatikanstadt innerhalb der UNO, John Cheli, nachdem sie diesen daraus verdrängt hatten, um für die päpstliche Anerkennung israelischer Zwecke zu protestieren. Nach einer Stunde zogen sie sich jedoch wieder zurück, da Cheli die Polizei eingeschaltet hatte und die JDL mit ihm abgesprochen hatte, dass er Papst Paul VI. einen von ihr verfassten Bericht übergibt. Der Bericht enthielt unter anderem Kritik daran, dass der Papst zuvor die Israelis nach der Anerkennung von Palästinenser-Rechten gefragt hatte.
Am 16. März 1978 bot Irv Rubin, angesichts eines Aufmarsches der American Nazi Party in Skokie, jedem, der ein Mitglied der ANP „tötet, verstümmelt oder schwer verletzt“, ein Kopfgeld von 500 $ an. Rubin wurde dafür wegen Aufruf zum Mord beschuldigt, 1981 jedoch freigesprochen.
Am 11. Oktober 1985 wurde der arabischstämmige Anti-Diskriminierungs-Aktivist Alex Odeh durch einen Bombenanschlag in Santa Ana, Kalifornien, getötet. Er war Bezirksvorstand des „American-Arab Anti-Discrimination Committee (ADC)“. Irv Rubin sagte dazu, dass er kein Mitgefühl für Odeh habe. Nach Rubins Auffassung habe Odeh „bekommen, was er verdient hat“. Das FBI vermutete die JDL hinter der Tat, konnte aber keine ausreichenden Beweise finden.
1987 wurde Victor Vancier wegen sechs Bombenangriffen auf sowjetische Ziele in den USA erneut verhaftet und zu zehn Jahren Gefängnis verurteilt, aber nach fünfeinhalb Jahren auf Bewährung entlassen. Die Anschläge sollten die Sowjetunion dazu bewegen, eine Emigration der sowjetischen Juden zu ermöglichen. Aufgrund eines dadurch erlittenen Image-Schadens begann die JDL sich von Vancier zu distanzieren. Nach seiner Entlassung gründete er daher die Jewish Task Force (JTF).
1995 gab es einen Brandanschlag auf den Wohnsitz des Holocaustleugners Ernst Zündel in Toronto, der einen Schaden von 400.000 Dollar verursachte. Eine Gruppe namens „Jewish Armed Resistance Movement“ bekannte sich zu diesem Angriff. Laut der kanadischen Zeitung Toronto Sun hatte die Gruppe Kontakte zur JDL und zu Kahane Chai. Meir Weinstein, der Führer der JDL in Toronto, bestritt eine Verwicklung in den Anschlag, wurde jedoch, zusammen mit dem amerikanischen JDL-Führer Irv Rubin, fünf Tage später selbst bei dem Versuch erwischt, bei Zündel einzubrechen und daher von der Polizei festgenommen.
Im Jahr 2001 konnten Bombenattentate auf das Büro des arabischstämmigen Kongress-Mitglieds Darrell Issa und die King Fahd Moschee in Culver City, Kalifornien verhindert werden. Als Tatverdächtige wurden der JDL-Vorsitzende Irv Rubin und Earl Krugel angeklagt. Beide wurden im Rahmen einer verdeckten Operation verhaftet, in der ein FBI-Informant Sprengstoff bei Krugels Zuhause in Los Angeles geliefert hatte. Rubin behauptete unschuldig zu sein. Im November 2002 beging er vor einem Gerichtstermin, laut offizieller Darstellung, Selbstmord, indem er sich die Kehle aufschnitt und aus einem Fenster im zweiten Stockwerk sprang. Einige Tage später, am 13. November, erlag er seinen Verletzungen. Rubins Familie bezweifelt, dass er sich selbst das Leben nahm. Der andere Angeklagte, Earl Krugel, wurde im Jahr 2005 zu 20 Jahren Haft verurteilt und noch im selben Jahr, am 4. November, im Gefängnis ermordet.
Im Oktober 2004 spaltete sich die JDL in zwei konkurrierende Gruppen auf, welche beide unter dem gleichen Namen agierten.
Im April 2005 wurde die ursprüngliche Internet-Domain von ihrem Betreiber Network Solutions aufgrund von angeblichen Rechtsverstößen aufgekündigt; kurze Zeit später ging die neue Domain online.
2006 wurde die Gruppe B’nai Elim gegründet, welche von den meisten früheren Anhängern der JDL unter Irv Rubin unterstützt wird.
Die in Frankreich ansässige JDL, die Ligue de Défense Juive (LDJ), ist der ursprünglichen JDL unter Rabbi Meir Kahane ähnlich. Ihre selbsterklärte Aufgabe besteht darin, die französische jüdische Gemeinschaft vor den, vor allem in Paris stattfindenden Angriffen von antisemitischen Gruppen, wie zum Beispiel Tribu Ka zu schützen. Die LDJ ist ihrer Methode nach eher offensiv als defensiv und wird von einem Teil der französischen Juden unterstützt. In den letzten Jahren erschienen viele positive Artikel in israelischen und britischen Medien, welche die LDJ zum Thema hatten. Allerdings wurde 2010 in Frankreich eine Gruppe junger Juden am Mord von Said Bourarach verdächtigt. Ihnen wurde vorgeworfen, den Moslem Bourarach aus rassistischer Motivation ermordet zu haben. Mindestens zwei der Verdächtigen hatten anscheinend Kontakte zur Ligue de Défense Juive.
Im Januar 2011 veranstaltete die kanadische JDL eine Kundgebung zur Unterstützung der islamfeindlichen English Defence League (EDL).
Im April 2011 führte die kanadische JDL einen Protest gegen die Gay Pride Toronto durch. Grund dafür war der Umstand, dass auch die Queers Against Israeli Apartheid („Queers gegen die israelische Apartheid“) an der Veranstaltung teilgenommen hatten. Die JDL forderte die anderen homosexuellen Teilnehmer auf, diese Gruppierung zu verurteilen, und kündigte an, so lange gegen die Veranstaltung zu protestieren, bis dies geschehen sei. Weil dies jedoch nicht erfolgte, kam es während des Protests zu zahlreichen schwulenfeindlichen Äußerungen der JDL gegen die Pride-Teilnehmer.
2012 platzierten zwei Mitglieder der JDL in Paris eine Bombe im Auto des französischen Journalisten Jonathan Moadab. Die Täter wurden zu sechs und zehn Monaten Haft verurteilt.

## Bekannte Mitglieder
- Baruch Goldstein: verübte 1994 einen Terroranschlag auf die Ibrahimiyya-Moschee in Hebron.[46]
- Grégory Chelli (Pseudonym: „Ulcan“): verübte Swatting-Angriffe in Frankreich, bei denen ein Mann zu Tode kam.[47]
- Steven Weigang (Pseudonym: „David Ben Yisrael“) gründete 2009 die JDL Germany.[48][49]